# Jürgen-Joachim von Sandrart

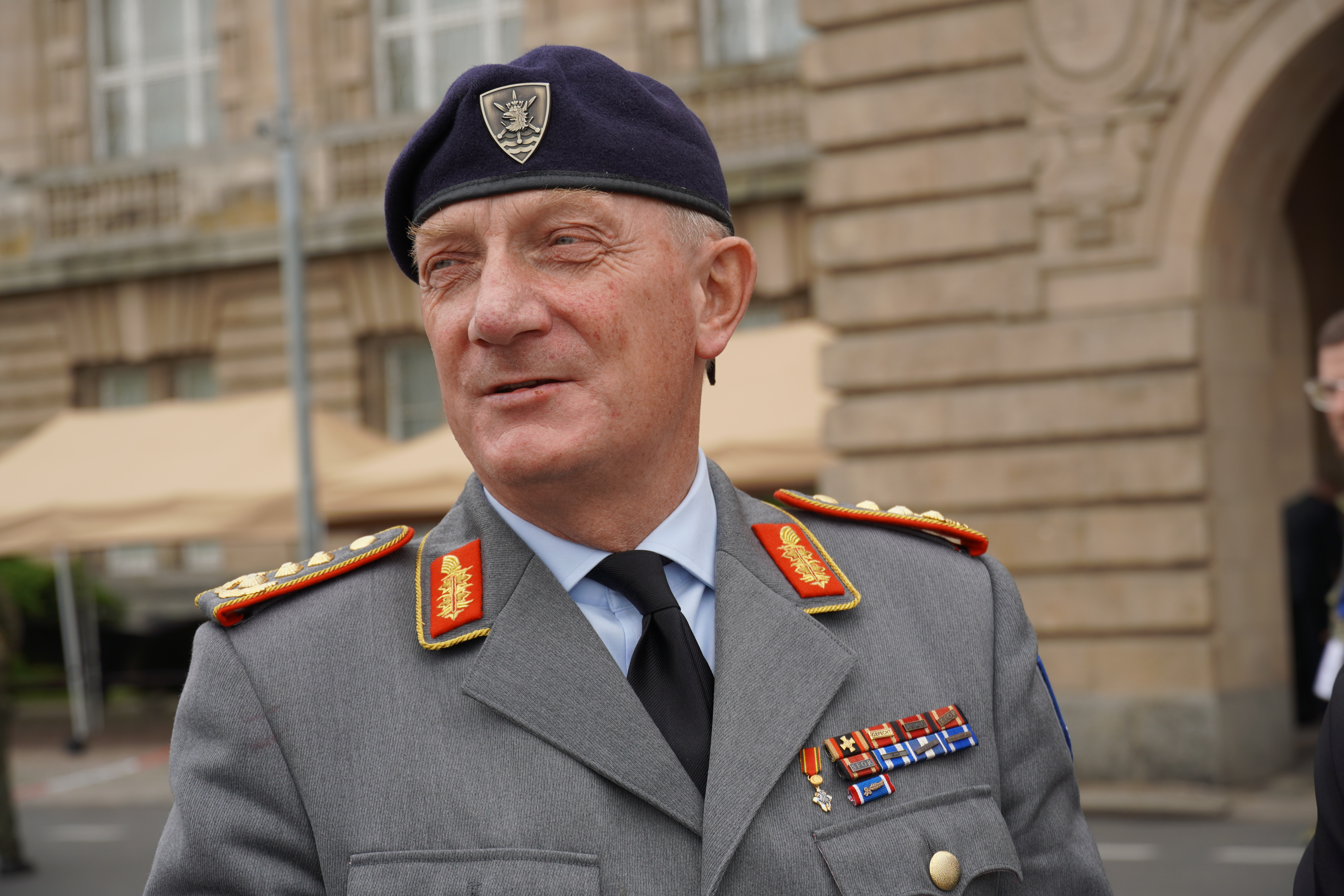
Jürgen-Joachim von Sandrart (2024)

Jürgen-Joachim von Sandrart (* 6. Juni 1962 in Lingen (Ems)) ist ein Generalleutnant außer Dienst des Heeres der Bundeswehr. In seiner letzten Verwendung war er Kommandierender General des Multinationalen Korps Nord-Ost.

## Militärische Laufbahn

### Ausbildungen und erste Verwendungen
Sandrart stammt aus der adligen Familie Sandrart mit flämischem Ursprung. Er trat 1982 als Wehrpflichtiger und Reserveoffizieranwärter im Panzerbataillon 84  in Lüneburg in die Bundeswehr ein. Ein Jahr darauf, 1983, wechselte er in die Laufbahn der Truppenoffiziere, absolvierte die Ausbildung zum Offizier der Panzertruppe und absolvierte von 1984 bis 1988 ein Studium der Wirtschafts- und Organisationswissenschaften an der Bundeswehruniversität Hamburg. Es folgten 1988 bis 1992 Verwendungen als Zugführer und S2-Offizier beim Panzerlehrbataillon 94 in Munster und 1992 bis 1993 als Kompaniechef der 5./ Panzerbataillon 84 wiederum in Lüneburg. Von 1993 bis 1996 folgte eine weitere Verwendung als Kompaniechef, diesmal beim Panzerlehrbataillon 93, ebenso in Munster.  Von 1996 bis 1998 absolvierte Sandrart den Generalstabslehrgang an der Führungsakademie der Bundeswehr in Hamburg.

### Dienst als Stabsoffizier
Die erste Verwendung als Generalstabsoffizier führte Sandrart von 1998 bis 2001 als Generalstabsoffizier (G6 Op) zum Eurokorps nach Straßburg (Frankreich). Von 2001 bis 2003 wurde er Stabsoffizier G3 bzw. Chef des Stabes der Panzergrenadierbrigade 7 „Hansestadt Hamburg“ in Hamburg-Fischbek. Von 2003 bis 2005 war er Kommandeur des Panzerlehrbataillon 93 in Munster. 2011 absolvierte er einen sechsmonatigen Auslandseinsatz der International Security Assistance Force (ISAF) als Berater (Senior Mentor) des 209. Corps der Afghanischen Nationalarmee. Dort erlebte er am 28. Mai 2011 in Taloquan (gemeinsam mit dem damaligen Generalmajor Markus Kneip) in unmittelbarer Nähe ein Bombenattentat. Dabei wurden sieben Menschen (darunter zwei deutsche Soldaten) getötet und neun weitere (darunter sechs deutsche Soldaten) verletzt. Von 2005 bis 2009 folgte eine erste ministerielle Verwendung als Referent für Militärpolitik im Führungsstab der Streitkräfte im Bundesministerium der Verteidigung, am Dienstsitz in Berlin. Es folgte eine weitere Stabsverwendung als Generalstabsoffizier G3 der 1. Panzerdivision, damals noch in Hannover. Von 2012 bis 2013 folgte eine weitere ministerielle Verwendung als Referatsleiter SE II 1 (Militärpolitik und Einsatz Region Asien, Ozeanien und Amerika) in der Abteilung Strategie und Einsatz im Bundesministerium der Verteidigung in Berlin.

### Dienst als General
Im August 2013  wurde Sandrart als Nachfolger von Brigadegeneral Andreas Marlow Kommandeur der Panzergrenadierbrigade 41. Auf diesem Dienstposten erhielt er auch die Beförderung zum Brigadegeneral. Im Januar 2016 übergab er das Kommando an Oberst Oliver Kohl und wechselte als stellvertretender Chef des Stabes der Abteilung 7 (J7) zu  SHAPE in Mons (Belgien). Diesen Dienstposten übergab er zum 1. Oktober 2017 an Brigadegeneral Franz-Xaver Pfrengle und wurde Büroleiter des Generalinspekteurs der Bundeswehr, General Volker Wieker. Zum 26. April 2018 wurde von Sandrart als Nachfolger von Generalmajor Markus Laubenthal Divisionskommandeur der 1. Panzerdivision in Oldenburg. Im August 2018 erhielt er die Beförderung zum Generalmajor. Am 21. Oktober 2021 übergab er das Kommando der 1. Panzerdivision an Brigadegeneral Heico Hübner und wechselte als Kommandierender General zum Multinationalen Korps Nord-Ost nach Stettin. Damit erfolgte auch seine Beförderung zum Generalleutnant. Am 21. November 2024 hat er das Kommando an seinen Nachfolger Generalleutnant Dariusz Parylak übergeben. Er wurde am 5. März 2025 mit einem Großen Zapfenstreich geehrt und im April 2025 in den Ruhestand versetzt.

### Auslandseinsätze
- 1999 SFOR 7-monatiger Einsatz im Hauptquartier SFOR, Sarajevo, Bosnien-Herzegowina
- 2000 KFOR 4-monatiger Einsatz im Hauptquartier KFOR, Pristina, Kosovo
- 2002 EUFOR 7-monatiger EUFOR-Einsatz im Hauptquartier der Multinationalen Division South West, Mostar, Bosnien-Herzegowina
- 2011 ISAF 6-monatiger Einsatz als Senior Mentor 209. ANA Corps, Kunduz, Afghanistan

### Auszeichnungen
- 1999 Einsatzmedaille der Bundeswehr in Bronze SFOR
- 2002 NATO-Medaille Former Yugoslavia
- 2004 Ehrenkreuz der Bundeswehr in Gold
- 2011 Einsatzmedaille der Bundeswehr in Bronze ISAF
- 2011 NATO-Medaille ISAF
- 2011 Einsatzmedaille Gefecht

## Privates
Jürgen-Joachim von Sandrart ist verheiratet und hat vier Kinder. Er ist der Sohn von Hans-Henning von Sandrart, dem zehnten Inspekteur des Heeres der Bundeswehr. Seine Mutter Dorothee ist Tochter eines Brigadegenerals.